# Wohnungsbesetzungen in der DDR
Wohnungsbesetzungen in der DDR waren eine Art der Nutzung einer Wohnung unter Umgehung des staatlichen Wohnraumvergabemonopols. Eine andere verbreitete Bezeichnung war Schwarzwohnen. Das Phänomen war eine Folge der Wohnungsbaupolitik der DDR ab den frühen 1970er Jahren, die sich ganz auf den Bau von Großwohnsiedlungen in Plattenbauweise an den Rändern der Städte konzentrierte und die Altbaugebiete, vorwiegend in den Stadtzentren, weitgehend dem Verfall preisgab. Während es insgesamt einen erheblichen Wohnraummangel gab, standen in diesen Gebieten viele meist heruntergekommene Wohnungen leer. Diese Situation nutzten vor allem junge Leute, um sich selbständig Wohnraum zu verschaffen. Prinzipiell waren Wohnungsbesetzungen unpolitische, praktische Aktionen der Selbsthilfe und wurden auch von den Behörden so behandelt. Diese im alltäglichen Sprachgebrauch häufig so genannten Schwarzwohner machten aber durch die Unterwanderung der staatlichen Kontrolle Erfahrungen selbstbestimmten Handelns und schufen sich individuelle Freiräume, die zumindest unterschwellig eine politische und kulturoppositionelle Dimension annehmen konnten.

## Bezeichnung
Für das Phänomen der Aneignung leerstehender Wohnungen gab es verschiedene Begriffe. Während beispielsweise in Sachsen „Schwarzwohnen“ verbreitet war, wurde vor allem in Berlin der Begriff „Wohnungsbesetzung“ verwendet. In Halle sprach man auch vom „Wohnen im Abriss“, in Rostock von „Erhaltungswohnen“.
Vereinzelt wird der Begriff „Schwarzwohnen“ deshalb vermieden, weil es sich in aller Regel nicht um mietfreies Wohnen analog zum „Schwarzfahren“ handelte. Unter „Schwarzwohnen“ konnte auch ein ebenfalls illegaler Untermietvertrag ohne Wohnungszuweisung verstanden werden.
Bereits in der Zeit nach dem Ersten Weltkrieg gab es in Deutschland eine staatliche Zwangsbewirtschaftung von Wohnungen. Damals bezeichneten die Behörden illegale Bewohner als „Schwarzmieter“.

## Wohnungsbau in der DDR

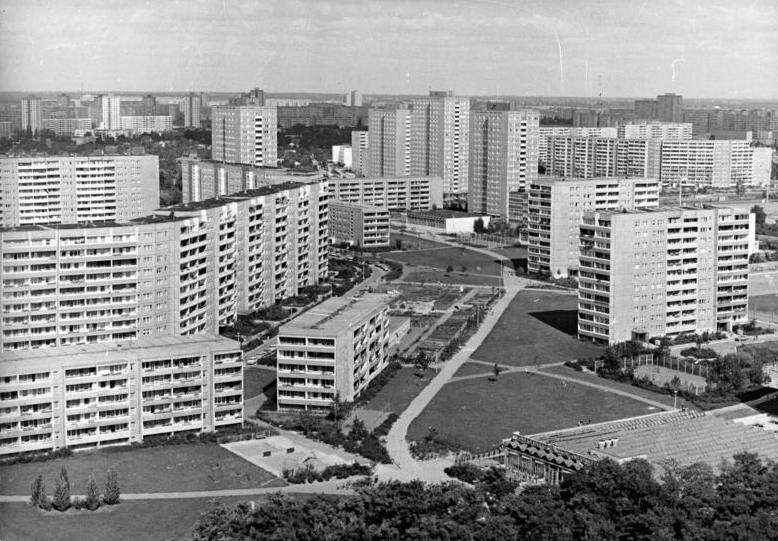
Plattenbauten in Berlin-Marzahn (1987)

1971 beschloss das Zentralkomitee der SED ein ambitioniertes Wohnungsbauprogramm, um das sozialpolitische Problem der akuten Wohnungsnot bis 1990 zu lösen. Zu diesem Zeitpunkt waren 600.000 Wohnungssuchende registriert und die durchschnittliche Wartezeit auf eine Wohnung betrug zehn Jahre. Die Lösung der Wohnungsfrage galt als die zentrale Aufgabe der Einheit von Wirtschafts- und Sozialpolitik. In der Folge entstanden in großer Zahl industriell gebaute Großwohnsiedlungen in Plattenbauweise, die meist in bisher unbebauten Gebieten an der Peripherie der Städte lagen. Die genormten Wohnungen in den Neubauvierteln boten mit Bad, Einbauküche, Fernwärme, fließend warmem Wasser u. a. im Vergleich zu den Altbauwohnungen relativ viel Komfort und waren dementsprechend begehrt.
Aufgrund der schlechten Ausgangslage wurde die Wohnungs- von der Stadtplanung abgekoppelt. Die Konzentration auf die Neubausiedlungen und die Industrialisierung der Bauwirtschaft führten dazu, dass die innerstädtischen Altbaugebiete weitgehend dem Verfall preisgegeben wurden. Das Bauhandwerk wurde zugunsten der Bauindustrie systematisch zugrunde gerichtet, Ziegeleien wurden nach und nach geschlossen. Dies war auch Folge der Zwangsverstaatlichungen 1972, in deren Folge nur noch Kleinstbetriebe privat geführt werden konnten. Neben den enormen finanziellen Anstrengungen, die für den Bau der Großwohnsiedlungen nötig waren, trug zu dieser Entwicklung bei, dass die Mieten in der DDR aus ideologischen Gründen auf dem Niveau von 1936 eingefroren blieben und so nicht einmal 20 Prozent der Betriebskosten deckten. Die weder wohnwertorientierten noch kostendeckenden Mieten hatten einen „Zustand organisierter Verantwortungslosigkeit“ zur Folge, der staatlichen wie privaten Eigentümern die Erhaltung und Entwicklung ihrer Immobilien unmöglich machte. Hinzu kamen organisatorische Probleme bei den mit der Wohnungsvergabe befassten Ämtern. So wurden häufig Ausbauwohnungen an Betriebe für deren Mitarbeiter vergeben, die zum Ausbau gar nicht in der Lage waren. Leerstände von teilweise über einem Jahr durch Verzögerungen bei der Freimeldung verschärften das Problem zusätzlich.
Insgesamt wurden in der DDR über zwei Millionen Wohnungen in industrieller Plattenbauweise errichtet. Gleichzeitig verringerte sich die Zahl der bewohnbaren Altbauwohnungen um eine Million. Etwa 20 Prozent der Bevölkerung lebte schließlich in Großwohnsiedlungen. In Berlin, den Bezirks- sowie einigen Industriestädten war dieser Anteil noch erheblich höher, so betrug er beispielsweise in Rostock 65 Prozent.
Trotzdem machten in der DDR die vor 1948 errichteten Wohnungen immer noch einen Anteil von 52 Prozent des Gesamtwohnungsbestandes aus, während dieser in der Bundesrepublik nur bei 33 Prozent lag. Die Altbauwohnungen waren aber häufig in einem überaus schlechten Zustand. Etwa 600.000 Wohnungen galten 1990 als schwer beschädigt, in einer anderen Studie wurden 20 Prozent aller Wohnungen als nicht bewohnbar eingeschätzt. Allein im Stadtbezirk Halle-West waren 1979 600 Wohnungen baupolizeilich gesperrt, für 47 dieser Wohnungen bestand unmittelbare Lebensgefahr für die Nutzer. Nichtsdestotrotz wohnten in einigen der Wohnungen auch 1989, zehn Jahre nach der Sperrung durch die Bauaufsicht immer noch Menschen. Da ein Abriss teuer und dafür auch nicht ausreichend Baukapazitäten verfügbar waren, blieben von der Bauaufsicht gesperrte Häuser oft jahrzehntelang stehen und prägten mit ihrem ruinösen Zustand viele Straßenbilder.

## Die staatliche Wohnraumlenkung
| Wohnungsbesitz in der DDR 1985                   | Wohnungsbesitz in der DDR 1985 |
| ------------------------------------------------ | ------------------------------ |
| Staatlich (KWV, VEB Gebäudewirtschaft)           | 39 %                           |
| Arbeiterwohnungsbaugenossenschaften der Betriebe | 16 %                           |
| Privat bzw. treuhänderisch verwaltet             | 45 %                           |

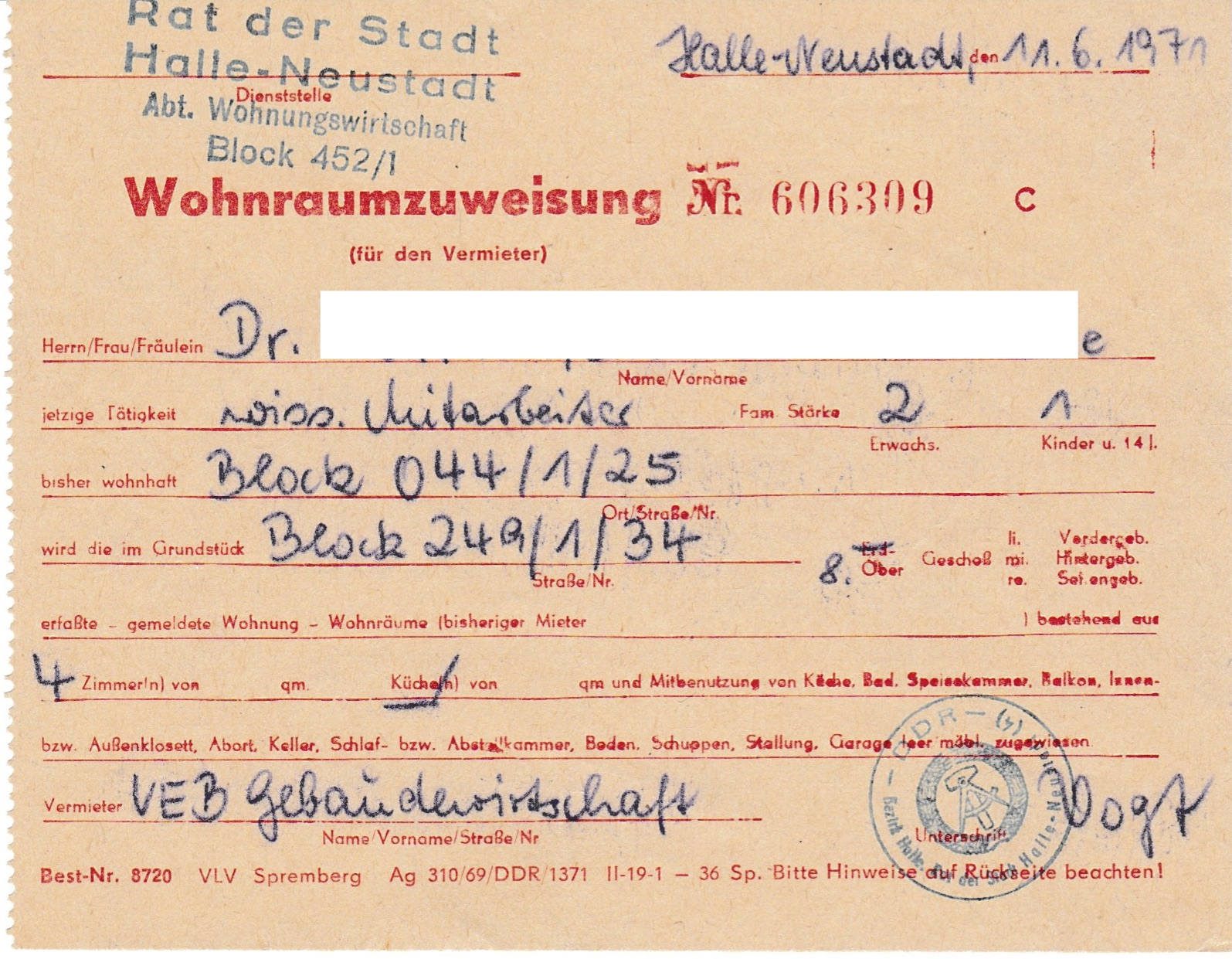
Wohnraumzuweisung in der DDR. Dieses Dokument erlaubte erst den Abschluss eines Mietvertrages.

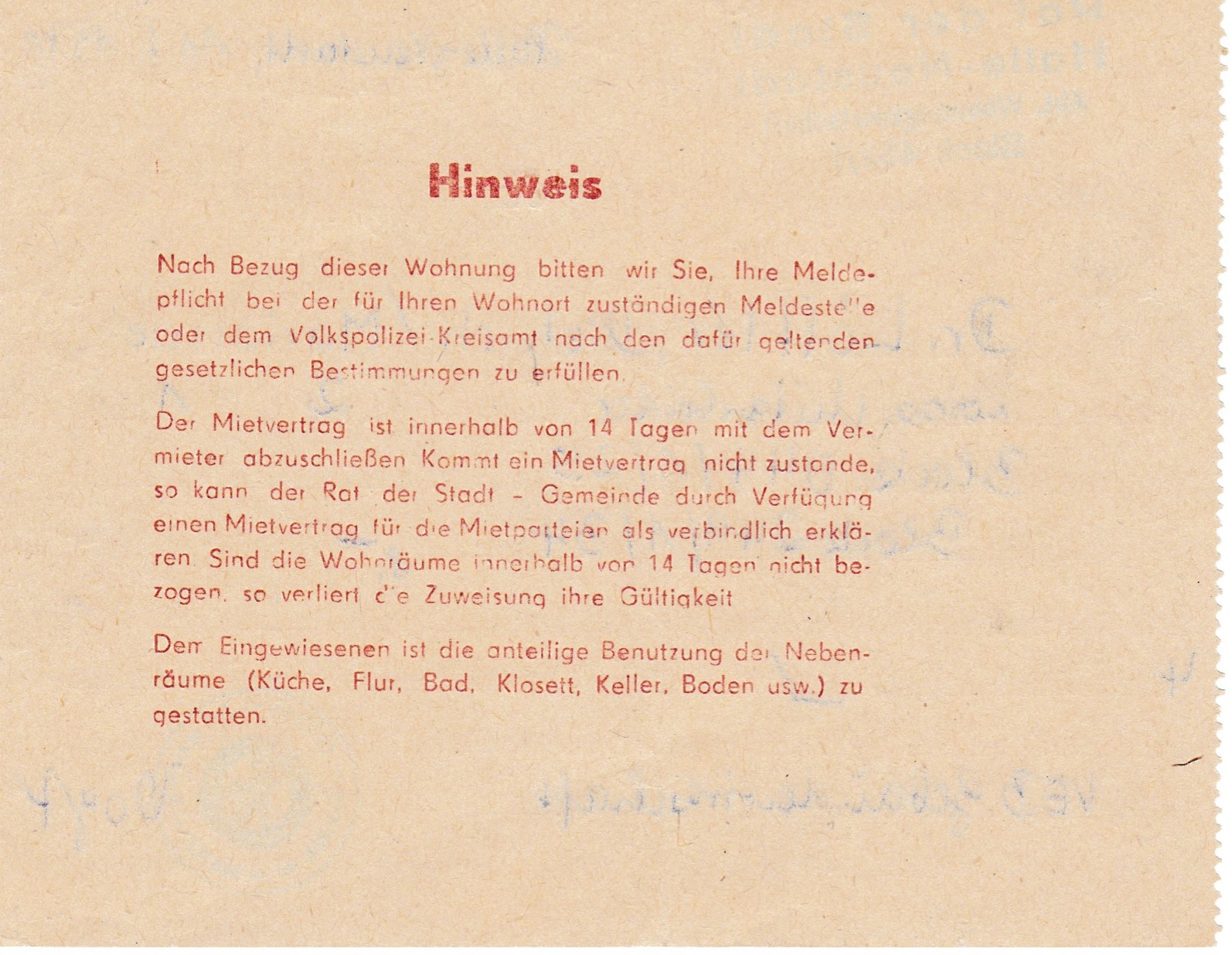
Rückseite einer Wohnraumzuweisung

Der Staat beanspruchte die vollständige Verfügungsgewalt über die Wohnungsvergabe. Bei der Vergabe von Neubauwohnungen lag ausdrücklich das Gleichheitsprinzip zugrunde. Tatsächlich gab es in den Großwohnsiedlungen eine geringe Segregation. Richtlinien legten jedoch drei Prioritäten für eine Wohnungsvergabe fest: Soziale Dringlichkeit (kinderreiche Familien, junge Ehepaare, alleinstehende Mütter mit Kind), volkswirtschaftliche Erwägungen (Hochschulabsolventen und Facharbeiter in Schlüsselindustrien) sowie gesellschaftliche Verdienste. Das letzte Kriterium begünstigte eine angepasste Meritokratie und die Nomenklatura. Ausländische Vertragsarbeiter wurden stets streng in eigenen Wohnheimen separiert. In den Altbaugebieten blieben alte Menschen und junge Erwachsene, unqualifizierte Arbeitskräfte und Unangepasste zurück, die kaum Chancen auf die Zuweisung einer Neubauwohnung hatten. Nicht verheirateten kinderlosen jungen Menschen wurde mitunter nicht einmal gestattet, überhaupt einen Wohnungsantrag zu stellen.
Viele Altbauwohnungen befanden sich in einem derart schlechten Zustand, dass sie trotz des Wohnungsmangels nicht vermietbar waren. Das staatliche Desinteresse an der vorhandenen Altbausubstanz führte auch dazu, dass häufig nicht mehr erfasst wurde, welche Altbauwohnungen noch bewohnbar beziehungsweise bewohnt waren. Die Folge waren hohe Leerstandsquoten in den Altbaugebieten bei gleichzeitigem Wohnungsmangel insgesamt.
Eine als geheim eingestufte Studie der Akademie für Gesellschaftswissenschaften beim ZK der SED kam 1985 zu dem Ergebnis, dass in der DDR 235.133 Wohnungen leerstanden, eine Kommission der Bundesregierung schätzte 1990 den Leerstand auf über 400.000 Wohnungen. In Leipzig lag die Leerstandsquote bei etwa 10 Prozent. Die Zahl der Wohnungsanträge hatte sich bis 1990 auf 780.000 erhöht.

## Verbreitung
Schwarzwohnen war ein Phänomen der 1970er und vor allem der 1980er Jahre. Einzelne illegale Wohnungsbezüge hatte es ab den späten 1960er Jahren gegeben. In zahlreichen Städten der DDR wie Dresden, Erfurt, Halle, Jena, Leipzig, Potsdam, Rostock und Schwerin kam es zu Wohnungsbesetzungen, Schwerpunkt war Berlin. Hier registrierte eine staatliche Kontrolle im Jahr 1979 insgesamt 534 besetzte Wohnungen allein im Stadtbezirk Friedrichshain. Im Jahr 1987 wurden im Prenzlauer Berg 1270 ungeklärte Mietverhältnisse ermittelt und es wurden monatlich über 30.000 Mark „ungeklärte Mieteingänge“ überwiesen. In Rostock gab es Anfang 1990 600 bis 700 Schwarzwohner. Udo Grashoff schätzt die Zahl der Schwarzwohner allein in den 1980er Jahren in Berlin auf mehrere Tausend.
Aktionen zur gemeinschaftlichen Besetzung eines leerstehenden Hauses gab es nur in wenigen Einzelfällen, wohl aber kam es gelegentlich vor, dass in einem Haus nach und nach so viele Wohnungen illegal bewohnt wurden, dass es ausschließlich oder fast nur noch Schwarzwohner gab.
Mit der Ausreisewelle 1989 gab es immer mehr frei werdende Wohnungen, davon viele in relativ gutem Zustand. Diese Situation ließ auch die Zahl eigenmächtiger Wohnungsbezüge ansteigen. Jetzt wurden auch erstmals gehäuft Wohnungen in Plattenbauten schwarz bezogen.

## Die Praxis der Wohnungsbesetzungen
Mit der Preisgabe der Altbaugebiete entstanden in den Innenstädten Freiräume, in denen die zentrale Wohnraumvergabe unterwandert werden konnte. Den Verfall und den Leerstand in den Innenstädten nutzten zumeist junge Erwachsene, die bei der staatlichen Wohnraumvergabe praktisch chancenlos waren, leer stehende Wohnungen zu suchen und zu beziehen.
Wohnungsbesetzungen liefen in der Regel wie folgt ab: Zunächst erkundeten die Wohnungssuchenden freie Wohnungen. In Berlin war es besonders die Firma W. Alscher, die treuhänderisch Häuser verwaltete, deren Besitzer bzw. Erben oft in der Bundesrepublik lebten, die den Schwarzwohnern gegenüber aufgeschlossen war. Auch private Vermieter tolerierten Schwarzwohner häufig, sofern sie Miete zahlten.
Die Besetzer gingen möglichst unauffällig vor, denn ein offener Konflikt mit den Behörden hätte die angestrebte nachträgliche Legalisierung des Bezugs von vornherein vereitelt. Die Wohnungstür musste geöffnet werden, was angesichts der meist einfachen Türschlösser in den Altbauwohnungen in der Regel ohne besondere Gewaltanwendung möglich war. Dies geschah vornehmlich tagsüber, um sich nicht verdächtig zu machen. Viele bauten sofort ein neues Schloss ein, andere ließen ihre Tür stets offen und brachten sogar außen eine Klinke statt des Türknaufs an.
Anschließend erfolgte die Anmeldung bei der Polizei. Günstig wirkte für die Schwarzwohner, dass diese nicht von der Vorlage einer staatlichen Wohnungszuweisung oder der Zustimmung des Hauptmieters abhängig gemacht wurde.
In studentischen Kreisen galt es als gesichertes Alltagswissen, dass ein Schwarzbezug automatisch legalisiert werde und man praktisch unkündbar sei, wenn man drei Monate lang die Miete gezahlt hatte. Diese mündlich verbreitete Drei-Monats-Regel hatte zwar keine gesetzliche Grundlage, doch zur gängigen Praxis bei Wohnungsbesetzungen gehörte es, nach dem illegalen Einzug bei Nachbarn die Kontonummer des Vermieters und die Höhe der Miete zu erfragen, diese anonym einzuzahlen und die Quittungen aufzubewahren. Auch wenn es den vermuteten Rechtsanspruch nicht gab, verbesserten die Nachweise die Aussichten in den Verhandlungen mit den zuständigen Behörden tatsächlich.
Meist waren Reparaturen in erheblichem Umfang nötig, um die Wohnung wieder bewohnbar zu machen. Komfort gab es keinen. Die Regel war, dass es eine Außentoilette auf halber Treppe gab, keine Dusche, kein fließend warmes Wasser, wenn überhaupt, dann gab es einen Kohleofen, Telefon nie. Häufig regnete es durch das Dach hindurch, Wände waren nass, Fenster undicht, manchmal musste die Elektrik komplett erneuert werden, in den teilweise unbewohnten Häusern froren die alten Rohre leicht ein. Das scheinbare Desinteresse an den Häusern nutzten viele Bewohner als Gestaltungsspielraum und durchbrachen Wände zwischen Wohnungen, begrünten Innenhöfe oder bemalten das Treppenhaus. Mietzahlungen und die Instandsetzung leerstehenden Wohnraums verschaffte den Wohnungsbesetzern ein gutes Gewissen, kaum ein Schwarzwohner hatte das Gefühl, gegen das Recht verstoßen zu haben.
Eine andere Möglichkeit des Schwarzwohnens waren Untermietverträge oder informelle Absprachen, die ohne Wohnraumzuweisung ebenfalls keine rechtliche Grundlage hatten. Auch mit Tricks bei Wohnungstauschen, die prinzipiell legal waren, konnte die staatliche Wohnraumlenkung umgangen werden.

## Reaktionen der wohnraumlenkenden Behörden

Erste Seite eines DDR-Mietvertrages (die heutige Adresse ist Hyazinthenstraße).

Zweite Seite des Mietvertrages

Dritte Seite des Mietvertrages

Vierte Seite, zugleich Hausordnung

Die Wohnungsbesetzer nutzten eine rechtliche Grauzone. Systematische behördliche Kontrollen gab es nicht, Schwarzbezüge wurden in der Regel zufällig entdeckt. Es kam aber auch vor, dass Nachbarn die illegalen Wohnungsbezüge meldeten. Motivationen dafür konnten verletztes Rechtsgefühl, Störungen oder Konkurrenz um Wohnraum sein. Auch unter den Hausbuchbeauftragten gab es einige, die Wohnungsbesetzungen meldeten. Meist waren die Hausbewohner aber froh, wenn Wohnungen wieder bezogen und instand gesetzt, wieder geheizt, der Verfall des Hauses aufgehalten und Wohnungseinbrüche verhindert wurden. Ebenso brachten die Wohnungseigentümer und -verwalter den Schwarzwohnern häufig eine gleichgültige bis wohlwollende Haltung entgegen.
Reparaturen der Schwarzwohner in Eigenleistung lagen im Interesse der Wohnungsämter, so dass diese die Aussichten auf wohlwollende Behandlung ebenfalls erhöhten.
In zahlreichen Fällen kam es zu Ordnungsstrafverfahren, bei denen relativ moderate Geldstrafen zwischen 50 und 500 Mark zu zahlen waren. Räumungen waren dagegen selten, da das Zivilgesetzbuch der DDR untersagte, jemanden auf die Straße zu setzen, und die Wohnungsverwaltungen kaum Ersatzwohnungen stellen konnten. Bei Schwarzwohnern unter 30 Jahren, also bei der Mehrheit, bestand aber auch die Möglichkeit, sie in einem Wohnheim oder in der Wohnung der Eltern unterzubringen. Wenn einer Räumungsaufforderung nicht nachgekommen wurde, konnten Zwangsgelder bis zu 4000 Mark verhängt werden. Häufiger als eine Räumung war jedoch, dass der Schwarzwohner bei entsprechendem Druck von staatlicher Seite selbst auszog. Nicht selten suchte er sich umgehend eine neue leerstehende Wohnung.
Häufig wurde der Schwarzbezug dagegen durch eine nachträgliche Zuweisung und einen Mietvertrag legalisiert. So waren 86 Prozent der Ordnungsstrafverfahren in Berlin-Friedrichshain 1979 mit der Erteilung einer Wohnungszuweisung verbunden, Mitte der 1980er Jahre war dies bei jedem zweiten Verfahren der Fall. Letztlich scheint eine partielle Interessenüberschneidung zwischen den Behörden und den Bewohnern bestanden zu haben, die häufiger zu einer Duldung führte als zu einer Konfrontation zwischen Staatsmacht und Schwarzwohnern. Wie bei der Wohnungsvergabe durch die Behörden hing es auch von Zufällen, Glück und dem Wohlwollen der Sachbearbeiter ab, ob das illegale Wohnverhältnis legalisiert wurde.

## Politische Dimensionen und Entwicklung eines Schwarzwohnermilieus

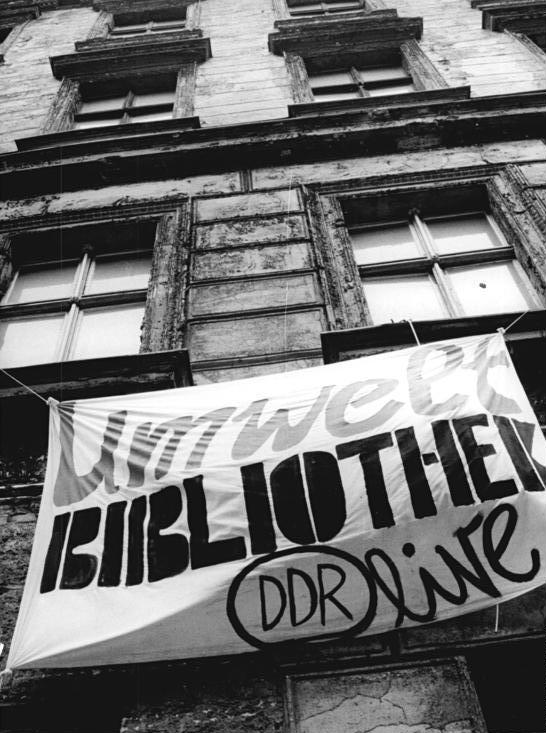
Die Berliner Umwelt-Bibliothek in einem im Januar 1990 besetzten, zum Abriss vorgesehenen Haus

In aller Regel war Schwarzwohnen eine private, rein praktische Selbsthilfe, um dem individuellen Problem einer fehlenden Wohnung zu begegnen. Ein prominentes Beispiel ist Angela Merkel, die Anfang der 1980er Jahre eine leerstehende Wohnung besetzte, nachdem sie nach der Scheidung von ihrem ersten Mann weiter mit ihm in einer Wohnung leben sollte, bis eine andere freigeworden wäre.
Doch die illegal bezogenen Wohnungen boten auch Freiräume und die Besetzer waren zumeist selbstbewusste, couragierte junge Leute. Für viele Schwarzwohner waren die illegalen Wohnungsbesetzungen in den letzten Jahren der DDR wichtige Erfahrungen selbstbestimmten Handelns. Sie ermutigte, so vermutet Udo Grashoff, zur weitergehenden Aushebelung der Machtansprüche von Staat und Partei auch in anderen gesellschaftlichen Bereichen, zumal die Schwarzwohner einen Kontrollverlust des Staates erlebten, dessen Sanktionsmöglichkeiten in diesem Bereich begrenzt schienen.
Schwarzwohnen war nicht zuletzt eine subkulturelle Lebensform vor allem von Studenten und Künstlern, unter denen diese Art der Wohnungsbeschaffung gängig war. Unter diesen Voraussetzungen entwickelte sich eine Szene einer kulturoppositionellen Avantgarde, wo alternative Lebensweisen eingeübt und die SED-Diktatur möglichst ignoriert werden konnten. Durch die individualisierten Lebensstile und die Unterwanderung staatlicher Reglementierung bekam das Schwarzwohnen zumindest unterschwellig eine politische Dimension. Besonders der „Mythos Prenzlauer Berg“ strahlte als subversiver Ort in die gesamte DDR aus und zog viele Menschen mit abweichenden Lebensentwürfen an. Besonders hier bildete sich eine, wenn auch kleine, so doch selbstbewusste und auffällige Minderheit heraus.
Nur in wenigen Fällen entstanden aus besetzten Wohnungen Kommunen mit ausdrücklich gesellschaftskritischen Ansprüchen. 1980 gründete Ulrike Poppe in Berlin einen von einer Elterninitiative getragenen Kinderladen für bis zu acht Kinder in einer ohne Zuweisung genutzten Ladenwohnung. Dieser wurde im Dezember 1983 zwangsgeräumt. Einen ähnlichen Versuch hatte es bereits 1972 in Halle gegeben, wo auch andere politisch motivierte Projekte initiiert wurden. 1983 gründete Uwe Kulisch wiederum in Berlin eine „Kinderkommune“, in der mehrere Eltern mit ihren Kindern wohnten und diese nach den antiautoritären Erziehungsmethoden des amerikanischen Psychologen Thomas Gordon erzogen und nicht in staatliche Krippen sowie Kindergärten gegeben wurden.
Die Dunckerstraße 21 im Prenzlauer Berg galt Anfang der 1980er Jahre als „Sammelbecken feindlich-negativer Personenkreise“, die sich an wichtigen Aktionen und Projekten der Opposition beteiligen. Mitte der 1980er Jahre wurde das Haus renoviert und alle Bewohner bekamen andere Wohnungen, die möglichst weit auseinander lagen. Dafür entwickelte sich mit dem Haus Lychener Straße 61 ein neues oppositionelles Zentrum, in dem ab 1982 nach und nach fast alle Wohnungen besetzt worden waren und das sich als selbstverwaltetes „Wohnkollektiv“ bezeichnete. Nachdem das Haus im März 1988 friedlich geräumt worden war, nahm es im Sommer des gleichen Jahres eine neue Generation von Besetzern in Besitz. Ein anderes Haus mit ausgesprochen oppositionellen Bewohnern befand sich in der Fehrbelliner Straße 7 in Prenzlauer Berg. Hier wohnten zeitweise bis zu acht Mitarbeiter der Umwelt-Bibliothek, darunter Wolfgang Rüddenklau, Carlo Jordan und Tom Sello, und die Musiker Aljoscha Rompe, Paul Landers und Christian Lorenz sowie die Fotografin Tina Bara. Im Haus probten die Bands Feeling B, Freygang, Die Firma und Rosa Extra.
Die drei Häuser waren Ausnahmen, nicht nur, weil es sich um ganze besetzte Häuser handelte, sondern vor allem, weil sie klar oppositionell ausgerichtet waren und vor allem die Bewohner der Lychener Straße 61 die Öffentlichkeit suchten. Sie bezogen die Wohnungsbesetzungen in ihre politische Argumentation ein und thematisierten in Samisdat-Publikationen wie den in der Umwelt-Bibliothek erscheinenden Umweltblättern den Widerspruch zwischen Leerstand und Verfall einerseits und den vielen Wohnungssuchenden andererseits. Als das Haus geräumt und dabei demoliert wurde, hissten die Bewohner ein Transparent mit der Aufschrift „Dieses Haus wurde von der KWV zugrunde gerichtet“. In der Nacht wurden weitere Losungen in roter Farbe an die Hauswand gemalt, darunter „Aufruhr, Widerstand, die Lychener ist voll in unserer Hand“ und „Wir sind zwar raus, aber wir machen weiter“. Die Umweltblätter berichteten über die Räumung und ihre Umstände. Der vom Grün-Ökologischen Netzwerk Arche herausgegebene Samisdat Arche Nova widmete die dritte Ausgabe der Frage „Verfallen unsere Altstädte?“.
Häufiger als eine explizit politische war eine kulturelle Opposition. So bezog in Schwerin die Theatergruppe „Dritte Generation“ im Mai 1988 ein zum Abriss vorgesehenes Haus. Versuche, der Besetzung als Jugendprojekt der FDJ nachträglich einen rechtlichen Rahmen zu verleihen, scheiterten und das Haus wurde schließlich geräumt. In Jena entwickelte sich ein Haus zu einer kulturoppositionellen Wohnkommune. Die Leipziger Band Wutanfall machte Anfang der 1980er Jahre ihren Probenraum in einer illegal bezogenen Wohnung zu einem Treffpunkt der DDR-Punkszene, bis diese im Sommer 1982 aufgegeben wurde. Kurz darauf nahmen Punks und andere junge Leute schrittweise ein anderes Haus in Besitz, das im April 1989 geräumt wurde. Ab etwa 1986 entstanden in einigen Großstädten, vor allem in Leipzig und Berlin, illegale Schwarzcafés und Bars. Außerdem gab es etwa 40 inoffizielle Privatgalerien und regelmäßige Ausstellungen, die sich teilweise in schwarz bewohnten Häusern befanden.

## Reaktionen des MfS
Das Ministerium für Staatssicherheit (MfS) war insgesamt besser über schwarz bezogene Wohnungen informiert als die für Wohnungsfragen zuständigen Stellen. Es blieb bei illegalen Wohnungsbezügen jedoch meist passiv, weil es sich nicht um politische Aktionen handelte. Vereinzelt sah das MfS in Häusern, in denen es mehrere besetzte Wohnungen gab, aber auch einen gesellschaftlichen Gefahrenherd, doch war es vermutlich durchaus im Interesse des MfS, viele Oppositionelle an einem Ort unter Kontrolle zu haben. Die wenigen Häuser, deren Bewohner öffentlich oppositionell agierten wie diejenigen in der Lychener Straße in Berlin, waren teilweise von massiven Polizeieinsätzen betroffen. Ein illegaler Wohnungsbezug wurde aber bei Beobachtungen meist nur vermerkt und auch bei operativen Vorgängen fast nie gegen die Schwarzwohner verwendet.

## Bezüge zur Hausbesetzerbewegung in der Bundesrepublik
Das Schwarzwohnen hatte, auch wenn in Berlin meist von „Wohnungsbesetzungen“ die Rede war, meist wenig mit den westdeutschen Hausbesetzungen gemeinsam. Der gesellschaftskritische Anspruch, den Hausbesetzungen in der Bundesrepublik hatten, wurde in der DDR gerade vermieden. Im Gegenteil wurde manchmal mit der Demonstration von Staats- und Parteitreue taktiert, um bei den Behörden eine gute Verhandlungsbasis für eine nachträgliche Legalisierung zu haben. Während die westdeutschen Hausbesetzer auf politische Aktionen im öffentlichen Raum abzielten, fanden die Wohnungsbesetzungen im Privaten statt. Der Schwarzbezug einer Wohnung war individuelle Selbsthilfe angesichts des herrschenden Wohnraummangels. Allerdings gab es einige Wohnungsbesetzer, die bewusst an die Hausbesetzungen in West-Berlin und der Bundesrepublik anknüpfen wollten, Informationen darüber begierig aufnahmen und für die der Rauch-Haus-Song der Band Ton Steine Scherben als Hymne galt.

## Weitere Entwicklung

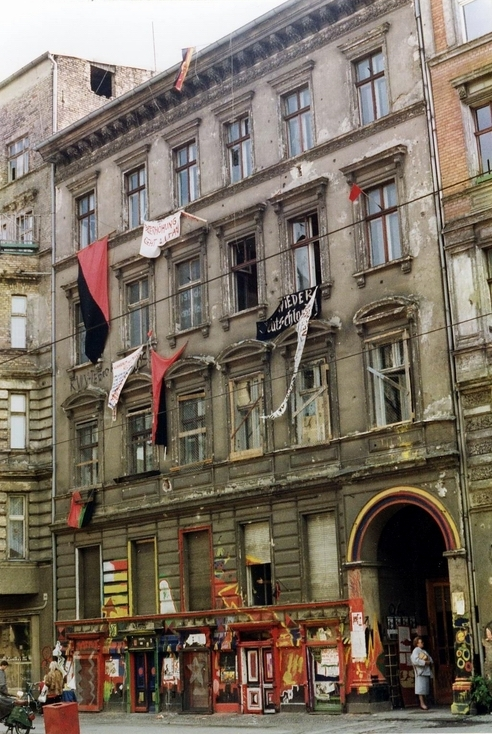
Besetztes Haus in Ost-Berlin (1990)

Nach Öffnung der innerdeutschen Grenze im November 1989 verschärfte sich der Leerstand aufgrund von Wegzügen noch. Bald entwickelte sich in der noch bestehenden, aber destabilisierten DDR eine Hausbesetzerszene, die häufig von Wohnungsbesetzern ausging. Bereits im Sommer 1989 wurde das Haus Schönhauser Allee 20/21 im Berliner Stadtteil Prenzlauer Berg besetzt, öffentlich gemacht wurde dies aber erst im Dezember. Noch im selben Monat folgten weitere Besetzungen. Einige Hausbesetzungen etablierten Kulturprojekte, so der Eimer und das Kunsthaus Tacheles im Januar und Februar 1990. Im Frühjahr 1990 gab es allein im Prenzlauer Berg schon etwa 30 Hausbesetzungen. Ab dem Frühjahr 1990 stammten viele der Besetzer aus der West-Berliner autonomen Szene, unter anderem in der Mainzer Straße. Nach einem euphorischen Miteinander kam es zunehmend zu Konflikten zwischen tendenziell pragmatischen Besetzern aus der DDR und ideologischen Hardlinern aus West-Berlin. Insgesamt wurden in dem knappen Jahr zwischen dem Fall der Mauer und der Wiedervereinigung etwa 130 Häuser in Ost-Berlin besetzt. In Leipzig-Connewitz besetzten Aktivisten des Neuen Forums 14 Häuser um ein alternatives Wohnprojekt mit einer kulturellen Infrastruktur zu verwirklichen.
Mit der Einrichtung Runder Tische in der Lokalpolitik im Frühjahr 1990 verbesserten sich die Möglichkeiten der Schwarzbewohner noch einmal. Im September 1990 wurde die Wohnraumlenkungsverordnung außer Kraft gesetzt. Damit gab es das Delikt „Schwarzwohnen“ nicht mehr und es gab nunmehr die Freiheit der Wohnungswahl für alle. Schrittweise übernahm der Preis einer Wohnung die Regulierungsfunktion auf einem freien Wohnungsmarkt. Für die Schwarzwohner verengten sich die Freiräume mit der Wiedervereinigung dramatisch. Die anarchistischen Freiheiten der letzten Monate der DDR wichen klaren gesetzlichen Regelungen. Eigentümerrechte kamen bald voll zur Geltung und wurden teilweise mit Polizeigewalt forciert. Die Welle der Hausbesetzungen endete in Berlin kurz nach der Wiedervereinigung mit der Räumung der Mainzer Straße am 14. November 1990. Weitere Räumungen konnten aber für alle vor dem 24. Juli 1990 besetzten Häuser verhindert und die Nutzung legalisiert werden.

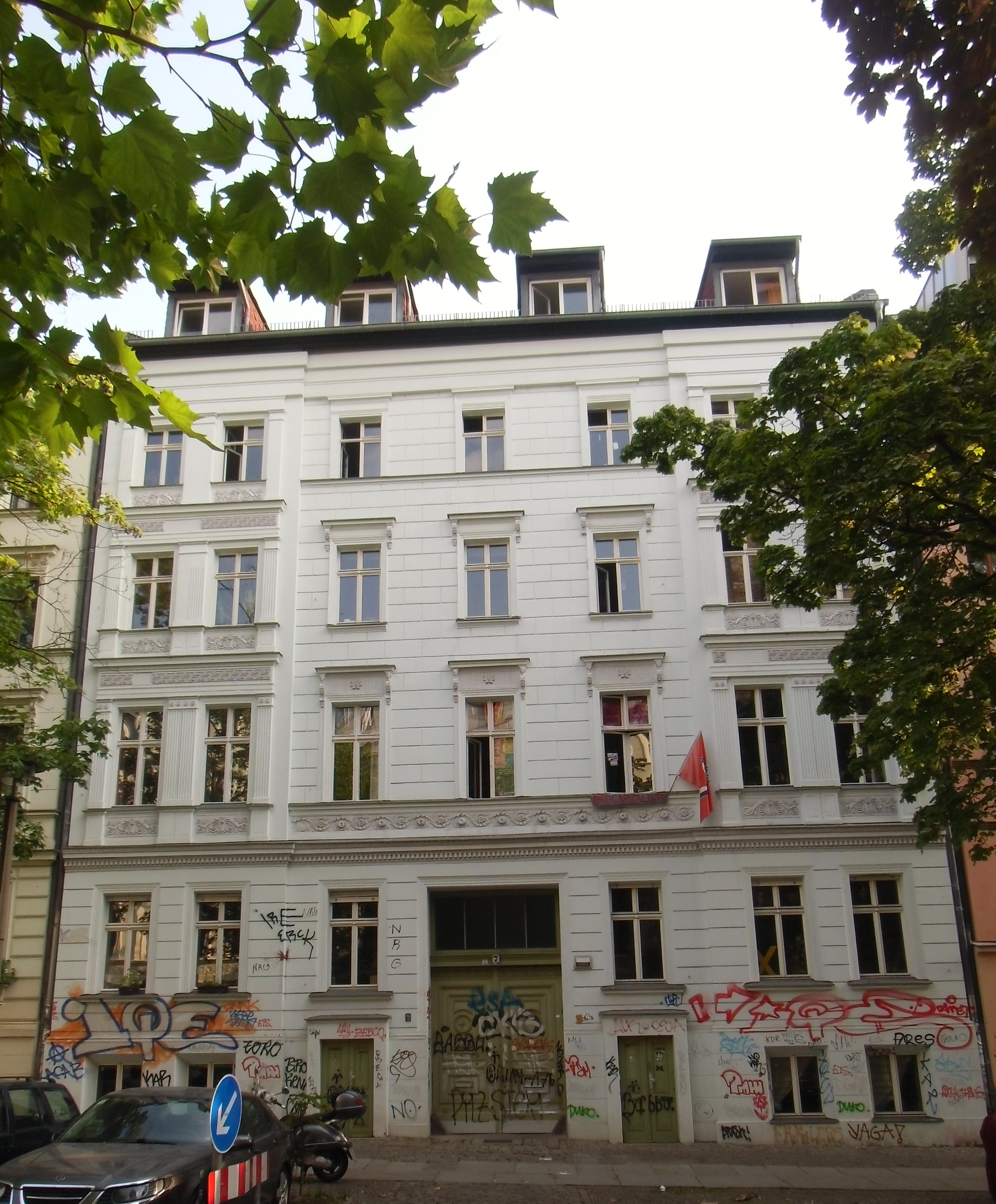
Das sanierte Haus Fehrbelliner Straße 7 in Prenzlauer Berg (2012)

In vielen der innerstädtischen Altbaugebiete, die zu DDR-Zeiten von Leerstand betroffen und somit Ziel der Schwarzwohner waren, haben sich ab 1990 Gentrifizierungsprozesse abgespielt. Dabei könnte nach Grashoff gerade das soziale Milieu der schwarz wohnenden Studenten und Künstler die Rolle von „Pionieren“ gespielt haben, die mit ihrem Zuzug und dem Beitrag zum Erhalt der Altbausubstanz die Viertel aufgewertet und für ein wohlhabendes, bürgerliches Milieu attraktiv machten.
Heute gibt es in der ehemaligen DDR immer noch Altbaugebiete, in denen es erhöhte Leerstände gibt. Der Verein HausHalten e. V. hat für Leipzig verschiedene Nutzungs- und Beratungsmodelle zur Wiederbelebung bislang leer stehender denkmalgeschützter Gebäude sowie von Ladenlokalen entwickelt. Das Ziel ist der Hauserhalt durch kreative Nutzer als sogenannte „Wächterhäuser“ bzw. „Wächterläden“. Diese übernehmen lediglich die Betriebskosten für das Haus und bringen handwerkliche Eigenarbeit für die Instandsetzung ihrer Räume sowie eine Kontrolle des restlichen Gebäudes ein. Der rechtliche Rahmen der Wächterhäuser ist eine Gestattungsvereinbarung, mit der der Eigentümer die Nutzungsrechte für fünf Jahre an den Verein übergibt.